# Stéphane Grichting
Stéphane Grichting (Sierre, 30 maart 1979) is een gewezen Zwitsers betaald voetballer die bij voorkeur als verdediger speelde. Hij stapte voorafgaand aan seizoen 2002/03 na zes jaar FC Sion over naar AJ Auxerre. In 2012 keerde hij terug naar zijn vaderland en sloot zich aan bij Grasshopper-Club Zürich. In april 2004 debuteerde hij in het Zwitsers voetbalelftal, waarvoor hij in totaal 45 interlands speelde.

## Clubcarrière
Met Sion won Grichting in 1997 zowel het landskampioenschap als de Schweizer Cup. Met Auxerre won hij de Coupe de France in 2003 en 2005, hoewel hij in beide finales zelf niet in actie kwam.

## Interlandcarrière
Grichting debuteerde op 28 april 2004 in de vriendschappelijke wedstrijd tegen Slovenië in de Zwitserse nationale ploeg. Hij trad in dat duel na 45 minuten aan als vervanger van Patrick Müller. Hij miste Euro 2004 door een blessure, maar was er wel bij op het WK 2006, Euro 2008 en het WK 2010. Op het WK 2006 speelde hij een klein uur in de achtste finale tegen Oekraïne als invaller voor Johan Djourou en op Euro 2008 speelde hij alleen de laatste zeven minuten tegen Portugal als wissel. Op het WK 2010 stond Grichting in alle drie de wedstrijden van Zwitserland van begon tot eind op het veld.

### Vechtpartij
Grichting kwalificeerde zich met Zwitserland voor het WK 2006 middels een play-off tegen Turkije. Nadat de Zwitsers thuis met 2-0 wonnen, werd de terugwedstrijd in Turkije 4-2 voor de thuisploeg, waardoor Zwitserland op basis van meer uit-gescoorde doelpunten naar het WK mocht. Verschillende kwade Turkse internationals belaagden na het laatste fluitsignaal de spelers van Zwitserland, waardoor Grichting in het ziekenhuis belandde.

## Cluboverzicht
| Seizoen  | Club                    | Competitie        | Duels | Goals |
| -------- | ----------------------- | ----------------- | ----- | ----- |
| 1996-'97 | FC Sion                 | Axpo Super League | 5     | 0     |
| 1997-'98 | FC Sion                 | Axpo Super League | 26    | 1     |
| 1998-'99 | FC Sion                 | Axpo Super League | 22    | 0     |
| 1999-'00 | FC Sion                 | Axpo Super League | 13    | 1     |
| 2000-'01 | FC Sion                 | Axpo Super League | 26    | 3     |
| 2001-'02 | FC Sion                 | Axpo Super League | 32    | 0     |
| 2002-'03 | AJ Auxerre              | Ligue 1           | 10    | 0     |
| 2003-'04 | AJ Auxerre              | Ligue 1           | 17    | 0     |
| 2004-'05 | AJ Auxerre              | Ligue 1           | 21    | 1     |
| 2005-'06 | AJ Auxerre              | Ligue 1           | 25    | 0     |
| 2006-'07 | AJ Auxerre              | Ligue 1           | 19    | 0     |
| 2007-'08 | AJ Auxerre              | Ligue 1           | 29    | 0     |
| 2008-'09 | AJ Auxerre              | Ligue 1           | 37    | 0     |
| 2009-'10 | AJ Auxerre              | Ligue 1           | 37    | 0     |
| 2010-'11 | AJ Auxerre              | Ligue 1           | 25    | 0     |
| 2011-'12 | AJ Auxerre              | Ligue 1           | 33    | 0     |
| 2012-'13 | Grasshopper-Club Zürich | Axpo Super League | 33    | 0     |
| 2013-'14 | Grasshopper-Club Zürich | Axpo Super League | 32    | 0     |
| 2014-'15 | Grasshopper-Club Zürich | Axpo Super League | 28    | 0     |
| Totaal   | Totaal                  | Totaal            | 470   | 6     |